# Altanka
Altanka [alˈtanka] est un village polonais de la gmina de Sochaczew dans le powiat de Sochaczew et dans la voïvodie de Mazovie.
Il est situé approximativement à 5 kilomètres au nord de Sochaczew et à 53 kilomètres à l'ouest de Varsovie.
Le village a une population de 190 habitants.